# Діджюляй (Расейняйський район)
Діджюляй (Didžiuliai) — село у Литві, Расейняйський район, Аріогальське староство, знаходиться за 6 км від села Аріогала, поруч протікає річка Мітува, неподалік пролягає дорога Вільнюс — Каунас — Клайпеда (Magistralinis kelias A1). 2001 року в Діджюляї проживало 283 особи, 2013-го — 268.
Неподалік розташовані хутори Рашчяй, Плембергас, село Ґраяускай.

## Принагідно
- Вікімапія

| Литва | Це незавершена стаття з географії Литви. Ви можете допомогти проєкту, виправивши або дописавши її. |